# Расулабад (Марказі)
Расулабад (перс. رسول اباد) — село в Ірані, у дегестані Маасуміє, в Центральному бахші, шахрестані Ерак остану Марказі. За даними перепису 2006 року, його населення становило 20 осіб, що проживали у складі 5 сімей.

## Клімат
Середня річна температура становить 13,74°C, середня максимальна – 33,44°C, а середня мінімальна – -9,18°C. Середня річна кількість опадів – 274 мм.
| Клімат поселення                              | Клімат поселення | Клімат поселення | Клімат поселення | Клімат поселення | Клімат поселення | Клімат поселення | Клімат поселення | Клімат поселення | Клімат поселення | Клімат поселення | Клімат поселення | Клімат поселення | Клімат поселення |
| Показник                                      | Січ.             | Лют.             | Бер.             | Квіт.            | Трав.            | Черв.            | Лип.             | Серп.            | Вер.             | Жовт.            | Лист.            | Груд.            |                  |
| Середній максимум, °C                         | 8,88             | 11,31            | 16,82            | 21,55            | 25,54            | 32,58            | 33,44            | 32,26            | 27,89            | 21,64            | 14,85            | 8,72             |                  |
| Середня температура, °C                       | −0,16            | 2,28             | 7,82             | 12,52            | 16,50            | 23,54            | 27,34            | 26,18            | 21,80            | 15,57            | 8,78             | 2,66             |                  |
| Середній мінімум, °C                          | −9,18            | −6,74            | −1,23            | 3,50             | 7,48             | 14,52            | 21,28            | 20,10            | 15,72            | 9,49             | 2,71             | −3,43            |                  |
| Норма опадів, мм                              | 40               | 40               | 49               | 32               | 25               | 2                | 1                | 1                | 0                | 12               | 29               | 43               |                  |
| Середньомісячна швидкість вітру, м/с          | 1.98             | 2.25             | 3.02             | 3.16             | 2.94             | 2.60             | 2.72             | 2.50             | 2.30             | 2.30             | 1.80             | 1.90             |                  |
| Середньомісячна сонячна радіація, кДж/м²·день | 9038             | 12537            | 15059            | 18453            | 22351            | 26811            | 25740            | 24152            | 21147            | 15676            | 10948            | 8900             |                  |
| --------------------------------------------- | ---------------- | ---------------- | ---------------- | ---------------- | ---------------- | ---------------- | ---------------- | ---------------- | ---------------- | ---------------- | ---------------- | ---------------- | ---------------- |
| Джерело:                                      |                  |                  |                  |                  |                  |                  |                  |                  |                  |                  |                  |                  |                  |